# Універсум (споруда)
Універсум — будівля близько кампуса університету Умео, яка містить залу для глядачів Aula Nordica, офіси студентських спілок, їдальню, кафе і кімнати для занять груп. Будівля знаходиться у власності уряду і належить компанії Akademiska Hus.
Перший етап будівництва був завершений в 1970 році. Для розширення аудиторії був складений план архітекторами. Він був реалізований в 1996-97 рр. У вересні 2006 року Універсум був знову відкритий після капітального ремонту.